# Hipodrom Akbuzat w Ufie
Hipodrom Akbuzat im. T.T. Kusimowa – tor wyścigów konnych w Ufie, w Rosji. Obiekt został wybudowany w latach 1968–1982. Zawody na hipodromie może obserwować jednocześnie do 6500 widzów.
Pierwszy tor wyścigów konnych w Ufie powstał pod koniec XIX wieku. Obecny tor wybudowano w latach 1968–1982, a pierwsze zawody odbyły się na nim 26 lipca 1982 roku. Otwarcie hipodromu zbiegło się z obchodami 425-lecia włączenia Baszkirii do Rosji. W latach 2005–2007 obiekt został zmodernizowany, a jego ponowne otwarcie, które odbyło się w dniach 11–14 października 2007 roku, tym razem połączone było z obchodami 450-lecia wejścia Baszkirii do Rosji. Tor uchodzi za jeden z najlepszych w Rosji. Odbywało się na nim wiele imprez rangi krajowej i międzynarodowej. Po jego zachodniej stronie usytuowany jest budynek mieszczący m.in. pomieszczenia administracyjne, oszklone miejsca dla obserwatorów zawodów mogące pomieścić do 4000 widzów, a także zadaszone trybuny na otwartym powietrzu dla dalszych 1500 widzów. Obiekt zawiera cztery owalne, symetryczne tory (jeden wewnątrz drugiego) – dwa wyścigowe (o długościach 1144 oraz 1000 m), jeden techniczny (950 m) i jeden treningowy (893 m). Wewnątrz torów znajdują się pola do rozgrywania konkurencji hippicznych oraz miejsca do rozgrzewek i treningów. Za południowym łukiem toru mieści się hala z polem do uprawiania zawodów jeździeckich i trybuną na 680 widzów. Zimą na torze organizowane jest lodowisko. Nazwa toru („Akbuzat”) odnosi się do imienia skrzydlatego konia, bohatera baszkirskiego eposu. Od 2009 roku obiekt nosi również imię Bohatera Związku Radzieckiego, Tagira Kusimowa.